# توماس تشيك (سياسي)
توماس تشيك هو سياسي أسترالي، ولد في 28 ديسمبر 1894 في Evandale, Tasmania ‏ في أستراليا، وتوفي في 26 سبتمبر 1994. انتخب عضو المجلس التشريعي التاسماني ‏ عن دائرة Electoral division of Macquarie ‏ (13 مايو 1950 – 24 مايو 1968).